# Aegomorphus francottei
Aegomorphus francottei (син. Acanthoderes francottei) је инсект из реда тврдокрилаца (Coleoptera) и фамилије стрижибуба (Cerambycidae). Припада потфамилији Lamiinae.

## Распрострањење и станиште
Распрострањена је у Медитерану,на Балканском полуострву и средњој Европи, а насељава Француску, Србију, Црну Гору, Грчку, Северну Македонију, Румунију и Пољску. У Србији је ретко налажена.

## Опис
Aegomorphus francottei је дугaчка 14—17 mm. Глава, пронотум, скутелум и покрилца су покривени мрљасто распоређеним. беличастим, риђим или тамносмеђим томентом. На покрилцима су тамносмеђе пеге, две мање раменасте, две пеге у првој трећини, две веће пеге зупчастог облика одмах иза средине и две пеге близу врха. Све ноге су покривене неправилно ишараним томентом.

## Биологија и развиће
Имага су активна у рано лето, у јуну и јулу. Развиће је слабо истражено, а ларве се развијају у стаблу храста (Quercus spp.).